# Lagtima riksdagen 1905

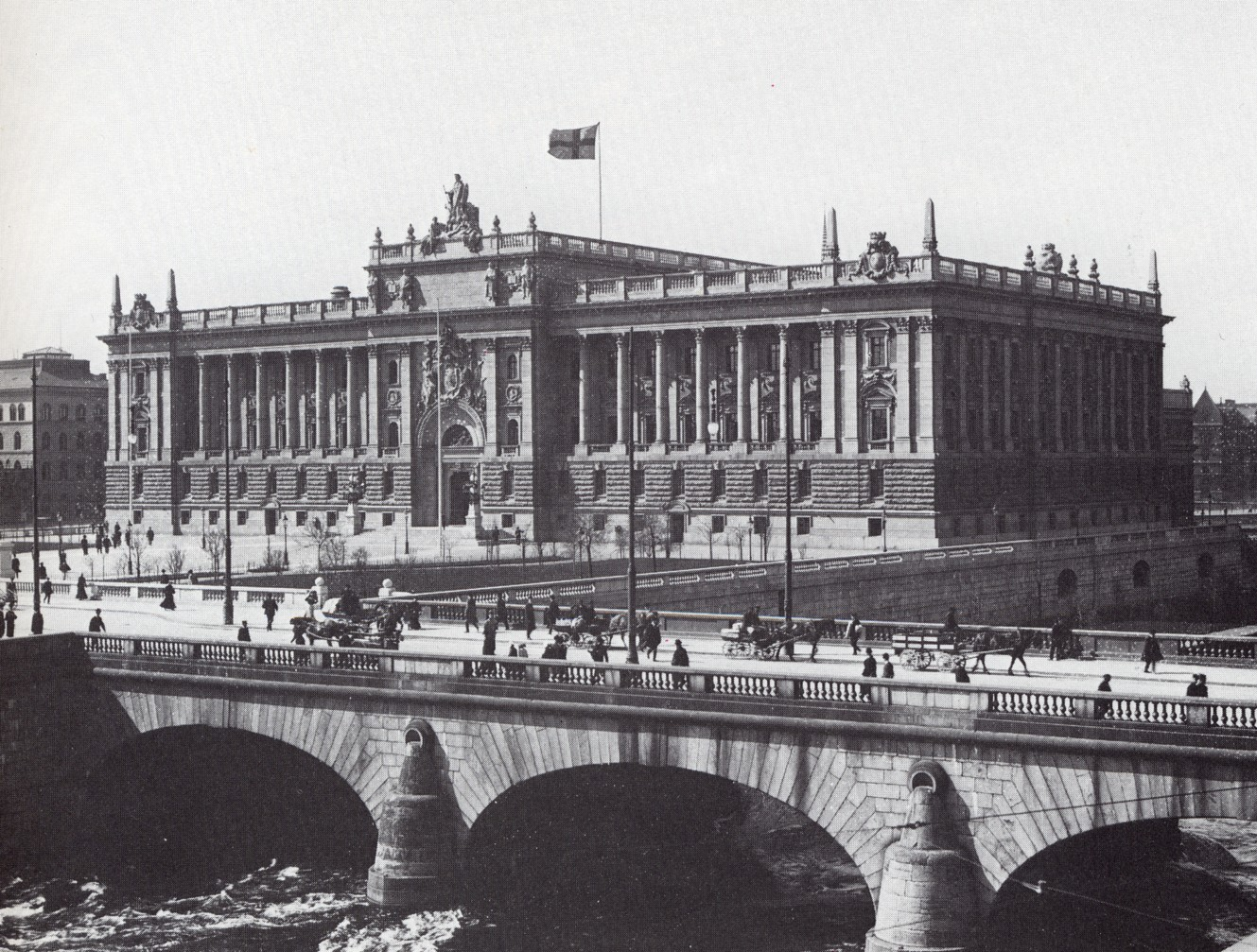
Det nya riksdagshuset på Helgeandsholmen togs i bruk vid 1905 års lagtima riksdag.

Lagtima riksdagen 1905 ägde rum i Stockholm.
Riksdagens kamrar sammanträdde i riksdagshuset den 16 januari 1905. Riksdagsarbetet inleddes ceremoniellt genom riksdagens högtidliga öppnande i rikssalen på Stockholms slott den 18 januari. Första kammarens talman var Gustaf Sparre (oberoende), andra kammarens talman var Axel Swartling (Lantmannapartiet). Riksdagen avslutades den 22 maj 1905.
Vid denna riksdag kunde kamrarna för första gången sammanträda i det nya riksdagshuset på Helgeandsholmen, som hade påbörjats 1897.

## Viktiga beslut

### Mariningenjörsstatens nedläggning[2]
I takt med att sjövapnet utvecklades och blev allt mer tekniskt ansåg man att organisationen behövde omorganiseras. Vid riksdagen bifölls en proposition om ändring, på grund av;
| ” | ...betraktande av den dyrbara stridsmateriel med dess mångfald av invecklade anordningar, varav vår flotta numera består, måste det för staten vara av stor betydelse att flottan äger tillgång till biträde av en mariningenjörkår, vars personal erhållit en tillfredsställande utbildning för sina speciella uppgifter och som beträffande avlöningsförmåner och tjänstemannaställning erbjudes sådana villkor, att verkligt skickliga personer kunna tänkas vilja ingå i kåren. | „ |

Mariningenjörsstaten omorganiserades efter detta till en civilmilitär kår, Mariningenjörkåren, som ersattes mariningenjörsstaten den 1 januari 1906.